# Flyvematerielkommandoen
Flyvematerielkommandoen (FMK) var en militær enhed i Flyvevåbnet, som eksisterede fra 18. juni 1951 til 31. december 2006, og som koordinerede indkøb af materiel og stod for forsynings- og vedligeholdelsesopgaver. Opgaverne blev overtaget af Forsvarets Materieltjeneste, i hvis regi Hovedværksted Aalborg og Hovedværksted Karup videreførtes, mens Hovedværksted Værløse blev afviklet i løbet af 2007.
Kommandoens tekniske sektor bestod af Flyteknisk Afdeling, Signalteknisk Afdeling, Våbenteknisk Afdeling, Teknisk Driftssektion og Drifts- og Kvalitetsudviklingssektionen.
Dens administrative sektor bestod af Forsyningsafdelingen, senere Logistikafdelingen, Regnskabsafdelingen, senere Økonomiafdelingen, Handelsafdelingen og Administrationsafdelingen, senere Personale- og Uddannelsesafdelingen.

## Chefsrække
- 18. juni 1951 - 5. april 1972: Generalmajor Peter Orm Hansen (døde i embedet)
- 1972 - 5. december 1977: Generalmajor Erik Flemming von Holck (døde i embedet)
- 1. marts 1978 - 31. december 1988. Generalmajor Johannes Skjøth
- 1. januar 1989 - 31. december 1998: Generalmajor Viggo Dam Nielsen
- 1. januar 1999 - 31. juli 2002: Generalmajor Lars Christian Fynbo
- 1. august 2002 - 31. december 2005: Generalmajor Klaus L. Axelsen
- 1. januar 2006 - 31. december 2006: Brigadegeneral Bo Hansen